# 宮城県道61号涌谷津山線
宮城県道61号涌谷津山線（みやぎけんどう61ごうわくやつやません）は、宮城県遠田郡涌谷町と登米市を結ぶ県道（主要地方道）である。

## 概要

### 路線データ
- 総延長：18,658.3 m[1]
- 起点：宮城県遠田郡涌谷町涌谷
- 終点：宮城県登米市津山町柳津

## 歴史
- 1993年（平成5年）5月11日 - 建設省から、県道涌谷登米線の一部・県道河南米山線の一部・県道河南津山線の一部が涌谷津山線として主要地方道に指定される[2]。
- 1994年（平成6年）3月18日 - 宮城県によって、県道61号として「涌谷津山線」が路線認定される。同時に旧一般県道126号涌谷登米線及び旧一般県道130号河南津山線が路線廃止。[3][4]
- 2007年（平成19年）6月9日 - 三陸自動車道桃生津山ICが開通し、当路線に接続。[5]
- 2014年（平成26年）3月29日 - 登米市豊里町内でJR気仙沼線の下町跨線橋を含む下屋浦地区バイパスが供用開始。[6]

## 路線状況

### 重複区間
- 宮城県道29号河南築館線：涌谷町猪岡短台 - 涌谷町吉住
- 宮城県道21号河南米山線：登米市豊里町上町裏 - 石巻市桃生町寺崎
- 宮城県道30号河北桃生線（石巻市桃生町寺崎 地内）
- 国道342号：登米市津山町柳津 地内

## 地理

### 通過する自治体
- 遠田郡涌谷町
- 石巻市
- 登米市

### 交差する道路
- 国道346号（遠田郡涌谷町涌谷、起点）
- 宮城県道29号河南築館線（登米市豊里町上町裏）
- 宮城県道29号河南築館線（石巻市桃生町寺崎）
- 宮城県道21号河南米山線・宮城県道257号河南登米線（登米市豊里町新田町）
- 宮城県道21号河南米山線（石巻市桃生町寺崎）
- 宮城県道30号河北桃生線（石巻市桃生町寺崎）
- 三陸沿岸道路 桃生津山IC（石巻市桃生町倉埣）
- 国道342号（登米市津山町柳津）
- 国道45号（登米市津山町柳津、終点）

### 沿線の施設等
- イオンスーパーセンター涌谷店
- JR気仙沼線
  - 陸前豊里駅
  - 柳津駅
- 登米市立豊里小中学校
- 豊里水辺の公園
- 脇谷閘門、鴇波水門（新旧北上川の分岐点）
- 北上川河川歴史公園
- 津山郵便局
- 登米市津山総合支所